# 毌丘倹・文欽の乱
毌丘倹・文欽の乱（かんきゅうけん・ぶんきんのらん）は、中国三国時代の魏の正元2年（255年）に、毌丘倹と文欽が司馬師に対して起こした反乱であり、寿春三叛と総称される3つの反乱のうちの第二の反乱である。

## 背景
高平陵の変の後、司馬氏は魏の政権を完全に手中に収め、大将軍の司馬師は、皇帝曹芳が司馬師から権力を奪取しようとしていることを理由に廃位し、新たに曹髦を即位させた。そのため、鎮東将軍で都督の毌丘倹と揚州刺史の文欽は、反乱を起こした。
毌丘倹と文欽が反乱を起こそうとした時、その計画は秘密裏に行われ、密かに大軍を吸収した。かれらは、鎮南将軍の諸葛誕に使者を送って豫州の士民を召募するよう求めたが、諸葛誕は、かれらの要求が不合理であると考えて、謀反を起こそうとしているのではないかと理解し、使者を殺害した。毌丘倹は、書状を持たせて使者を兗州にも派遣したが、使者は、兗州刺史の鄧艾によって殺害された。

## 経過

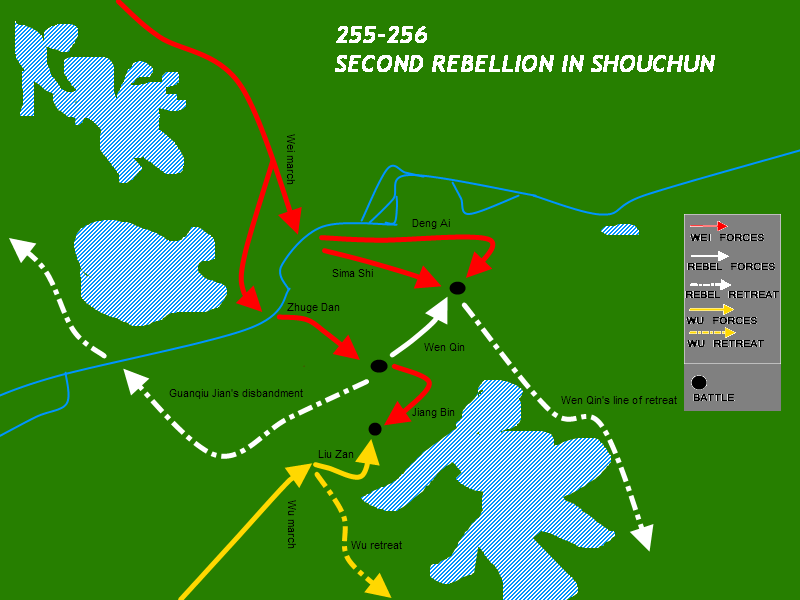

毌丘倹と文欽は、挙兵時に、安豊護軍の鄭翼・廬江護軍の呂宣・廬江太守の張休・淮南太守の丁尊・合肥護軍の王休らとともに上奏し、司馬師の父の司馬懿が相国を追封されて忠節であったのに、司馬師は人臣の子として不忠・不孝であるとして、司馬師の罪状を11個にわたって列挙し、司馬懿の功績を考慮して司馬師には死罪を免じ、司馬師に代えて司馬師の弟の司馬昭をして輔政の任に当たらせ、司馬師の叔父の太尉の司馬孚に太傅を務めさせ、司馬孚の子の護軍散騎常侍の司馬望を中領軍とすべきであると進言した。
毌丘倹らは、郭太后の詔書を偽造し、各郡国と連合して挙兵し、寿春城を圧迫し、城の西に設けた壇で血盟の誓いを立て、老者と弱者に城の防衛をさせた上で、毌丘宗を初めとする毌丘倹と文欽の子ら4人を呉に派遣して人質とし、援軍を要請した。
正元2年（255年）2月、毌丘倹と文欽は、自ら5〜6万の兵を率いて淮河を渡り、西のかた項城へと至った。毌丘倹は城を守り、文欽は城外にて遊兵として駐屯した。長く寿春を求めていた呉は、反乱軍の消息を速やかに知った。孫亮は、毌丘倹と文欽を援助して魏軍の力を削ぐこととした。呉の丞相の孫峻は、左将軍の留賛と驃騎将軍の呂拠に命じて、援軍を率いて進軍させた。
司馬師、征東将軍の胡遵・鄧艾・諸葛誕は、各州の兵10余万を合わせて進軍し、昼夜を問わず先を急ぎ、陳・許の地で合流した。魏軍が隠橋に至ると、毌丘倹の武将の史招・李続らが相次いで投降した。荊州刺史の王基は、毌丘倹と文欽に先んじて南頓を占領した。魏軍は、一旦進軍を停止して移動し、反乱軍に対して、最終的に挙兵が失敗してパニックに陥らせようとした。反乱軍の家族はみな淮北にあり、司馬師は、河南尹の王粛の進言を受けて、反乱軍の士気を挫いた。その結果、反乱軍の兵士は、毌丘倹と文欽から離反した。司馬師は、汝陽に駐屯していた際、鄧艾に命じて、楽嘉の要塞に少数の軍勢で進入するよう命じた。文欽は、鄧艾に誘われて、楽嘉の軍勢が少ないものと思い、急いで襲来した。当夜、司馬師は、主力軍を率いて浮橋を渡り、楽嘉を救援したが、文欽はこれを知らなかった。文欽は、子の文鴦を派遣して、夜間に城を攻めた。結果的に、文鴦は、10万の兵を相手にすることとなり、全くなすすべがなかった。早朝、文欽は、敵軍が強大であると見るや、逃亡し、撤退を命じた。司馬師は、左長史の司馬班（司馬璉と記載するものもある）に命じて、驍騎8千をもって追撃させ、将軍の楽綝には歩兵で後続させ、沙陽において文欽を大いに破った。これによって、寿春は、虐殺を恐れた多くの民衆が呉に逃亡する人で溢れかえった。反乱軍の残余は、投降するか、あるいは逃亡し、毌丘倹は、安風津都尉によって追撃され、慎県において張属に殺害された。文欽は、呉に逃亡した。文欽が項県に至った時、寿春と淮河流域の他の地域は、全て諸葛誕に占領されていた。孫峻が兵数10万と号して長江を渡ろうとしていた時、諸葛誕は、鄧艾を派遣して、肥陽に駐屯させようとしたが、鄧艾は、肥陽が要害の地ではないとして、附亭に移動し、泰山太守の諸葛緒を派遣して、黎漿にて防戦させた。呉軍は、直ちに東興からの撤退を命じ、丁奉は命を受けて文欽を虎威将軍として迎えた。魏の将軍の曹珍らは、追撃して高亭に至ったが、呂拠と戦って敗退した。丁奉は、魏軍の陣中に突入して数百の首級を挙げ、兵器を獲得した。諸葛誕もまた、呉軍を追撃する兵を派遣し、蔣班が菰陂において留賛を破り、留賛と呉の将軍の孫楞・蔣脩と多くの呉の軍は、みな殺害された。
毌丘倹の長男の治書侍御史の毌丘甸は、かつて、父に対して挙兵を勧めており、父が挙兵したことを知ると、まず、家族を連れて新安の霊山に逃避した。魏軍が霊山を攻略すると、毌丘倹の三族は誅殺された。
毌丘倹が挙兵しようとしていた時、司馬師が劉陶に対して意見を求めたところ、劉陶は、曖昧でどっちつかずの態度をとった。そのため、司馬師の怒りを買い、劉陶は平原太守に左遷され、後に殺害された。

## 結果
文欽の家族は全員が呉に逃亡することができたが、数年後に諸葛誕が反乱を起こした際（諸葛誕の乱）に、文欽は諸葛誕によって殺害された。司馬師は許昌に帰還後に死亡。子がいなかったため、摂政の権限は司馬昭へと移った。曹髦は勅令を下して司馬昭を許昌に留め、尚書の傅嘏に軍を率いて帰還させようとした。しかし、傅嘏は鍾会の進言に基づき、司馬昭に軍を率いて帰還させるよう上奏した。司馬昭から権力を奪取するという希望を失った曹髦は、彼を大臣に任命することを余儀なくされた。
数年後に司馬昭が諸葛誕の乱を鎮圧したのち。魏が蜀漢を滅ぼす戦いが生じた。司馬昭の死後は子の司馬炎が摂政となり、時の皇帝・曹奐に禅譲させて西晋を開いた。咸寧6年（280年）には西晋が呉を滅ぼし、三国時代が終結した。先に呉に逃亡した毌丘倹の子らは、いずれも中原に戻ったが、西晋によって誅殺されることはなく、任官した。